# Еддісон (аеропорт)
Еддісон (FAA:2A8) — муніципальний аеропорт Еддісона, міста у штаті Алабама, США. Має одну злітну смугу довжиною 802 м. 2000 року аеропорт обробив 1416 операцій зліт-посадка авіації загального користування.